# Marócsa, Baranya
Marócsa este un sat în districtul Sellye, județul Baranya, Ungaria, având o populație de 98 de locuitori (2011). 

## Demografie
Componența etnică a satului Marócsa
     Maghiari (71,65%)
     Romi (28,35%)
Componența confesională a satului Marócsa
     Romano-catolici (63,27%)
     Reformați (26,53%)
     Necunoscută (10,2%)
Conform recensământului din 2011, satul Marócsa avea 98 de locuitori. Din punct de vedere etnic, majoritatea locuitorilor (71,65%) erau maghiari, cu o minoritate de romi (28,35%).  Din punct de vedere confesional, majoritatea locuitorilor (63,27%) erau romano-catolici, cu o minoritate de reformați (26,53%). Pentru 10,2% din locuitori nu este cunoscută apartenența confesională.